# Jamiat Ahle Hadith
La Jamiat Ahle Hadith ou Markazi Jamiat Ahle Hadith (mJAH) (en ourdou : جمیعت اہلحدیث یا جمیعت اہل حدیث ; littéralement « l'Assemblée des fidèles des paroles du prophète ») est d'abord une organisation religieuse musulmane sunnite salafiste fondée en 1947, devenue un parti politique islamiste sunnite pakistanais fondé en 1986 par Ihsan Ilahi Zhahir.
C'est un parti marginal, membre de l'alliance religieuse Muttahida Majlis-e-Amal. 